# Daniel James (historiador)
Daniel James es un historiador y sociólogo británico, nacido en Londres en 1948. Se especializa en los campos de la historia social y la historia del trabajo en el Cono Sur, y principalmente en Argentina. Estudió en las universidades de Oxford y Londres. Ha enseñado en la Universidad de Cambridge, Inglaterra, en la de Brasilia, y en las universidades de Yale y Duke en los Estados Unidos.
Actualmente es profesor de historia latinoamericana en la Universidad de Indiana, Estados Unidos. Su obra más destacada es "Resistance and Integration: Peronism and the Argentine Working Class, 1955-1979" (Resistencia e Integración: el peronismo y la clase trabajadora argentina, 1955-1979) (1988) , donde analiza los pormenores del sector trabajador argentino durante la denominada Resistencia peronista, tras el Golpe de Estado que derrocó a Juan Domingo Perón del gobierno en 1955.
También ha publicado, entre otros libros, la colección de ensayos "The Gendered Worlds of Latin American Women Workers" (Los mundos del género de las trabajadoras latinoamericanas) (1997) y "Doña Maria´s Story: Life History, Memory and Political Identity" (Doña María. Historia de vida, memoria e identidad política) (2001). Dirigió el tomo 9, "Violencia, Proscripción y Autoritarismo 1955-1976", de la Nueva Historia Argentina, publicada por Editorial Sudamericana en 2002. Ha investigado, junto con Mirta Lobato, la historia de la comunidad obrera de Berisso, provincia de Buenos Aires.

## Reconocimientos
- Beca Guggenheim, 2006[1]
- Doctor Honoris Causa, Universidad de Buenos Aires[2]